# Phyllonorycter melhaniae
Phyllonorycter melhaniae là một loài bướm đêm thuộc họ Gracillariidae. Nó được tìm thấy ở Zimbabwe.
Ấu trùng ăn Melhania velutina. Chúng ăn lá nơi chúng làm tổ.